# Fife (Washington)
Fife je město v okrese Pierce v americkém státě Washington. V roce 2010 mělo 9 173 obyvatel.

## Historie
V roce 1940 bylo město popsáno jako „obec na údolní křižovatce uprostřed hustě osídlené komunity pěstující plody a zahrady a mezi obchody, hospodami a velkým tanečním sálem s balonovou střechou“. Tehdy zde žilo pouhých 135 lidí. Oficiálně bylo město začleněno v únoru 1957.
Jedná se o malé město kousek na východ od Tacomy, ve kterém se nachází podniky jako obchody s auty a podobné spjaté s tudy procházející dálnicí. Fife Heights, část města nacházející se na kopci na hranicích obce, je její obytnou oblastí.
Kvůli zvyšujícímu se provozu na zdejší dálnici mezi Puyallupem a Tacomou se muselo město začlenit a stát se samostatnou obcí, nejen osídleným územím mezi Interstate 5 a Washington State Route 167.
Jméno město získalo po Williamu J. Fifovi, kdysi důležitém tacomském politikovi, významném zlatokopovi při zlaté horečce na řece Yukon, bývalém vůdci státní stráže a podplukovníkem při povstáních na Filipínách.

## Geografie
Z celkové rozlohy 14,7 km² tvořila 2 % vodní plocha. Fife se nachází zčásti na wattových pobřežích východně od tacomského přístavu. Hladina podzemní vody je tedy na místech už 3 až 5 metrů pod povrchem. Příliv a odliv na Pugetově zálivu, která tvoří zdejší pobřeží, každý den zaplavuje část půdy patřící pod město.

## Demografie
Z 9 173 obyvatel, kteří zde žili roku 2010, tvořili 55 % běloši, 16 % Asiaté a 8 % Afroameričané. 17 % obyvatelstva bylo hispánského původu.
Zdejší školní obvod neobsluhuje jen Fife, ale také okolní města Milton, Edgewood a Federal Way, avšak ne celá. Ve městě se nachází jedna střední škola, a to Fife High School.

## Významní rodáci
- Dr. Mark Emmert - bývalý prezident University of Washington a nynější prezident National Collegiate Athletic Association